# 158. pehotni polk (Italija)
158. pehotni polk Liguria/Cirene (izvirno italijansko 158º Reggimento fanteria) je bil pehotni polk Kraljeve italijanske kopenske vojske.

## Zgodovina
Med prvo svetovno vojno je bil polk nastanjen na soški fronti in med drugo svetovno vojno v Severni Afriki.